# Joodse begraafplaats (Hilversum)
In Hilversum ligt er aan de Vreelandseweg een Joodse begraafplaats, met ongeveer 500 grafstenen.
Van 1751 tot 1863 was een oudere begraafplaats aan de Gooise Vaart in gebruik. Deze begraafplaats werd in 1937 geruimd.
Het Joodse leven in Hilversum begon aan het begin van de 18de eeuw. Aanvankelijk vonden religieuze diensten plaats in een huissynagoge, maar in 1789 werd een echte synagoge ingewijd aan de Zeedijk. Zo'n 10% van de Joden overleefde de Tweede Wereldoorlog. De synagoge was van binnen geplunderd en van buiten zwaar beschadigd. In 1969 werd dit pand gesloopt. Er kwam een nieuwe synagoge in de Laanstraat.
Van 1990 tot 2006 zetelde het Interprovinciaal Opperrabbinaat in Hilversum.